# Синагога Ковеа Итим ле-Тора (Краков)
Синагога Ковеа Итим ле-Тора (пол. Synagoga Kowea Itim le-Tora) — бывшая синагога, находящаяся по адресу улица Юзефа, 42 в краковском историческом районе Казимеж, Польша.
Синагога была построена в 1810 году еврейским религиозным братством «Ковеа Итим ле-Тора». В 1912—1913 годах синагога была отремонтирована и перестроена по проекту архитектора Лазаря Рока. Во время Второй мировой войны синагога была значительно разрушена немцами. После войны в здании некоторое время находился пункт по приёму перемещённых лиц Департамента социального обеспечения и в настоящее время в нём находятся квартиры.
На фасаде здания сохранилась надпись на иврите «ח»ק קובע עתים לתורה" и две Звезды Давида. В центре в одной из звёзд Давида находится дата основания синагоги и в центре другой — дата ремонта. Другим элементом синагоги являются характерные полукруглые входные двери и окна.